# Krystyna Ostaszewska
Krystyna Ostaszewska (ur. 23 lipca 1918 w Krakowie, zm. 31 marca 1967 tamże) – polska aktorka, występowała w Teatrze Rapsodycznym.

## Życiorys

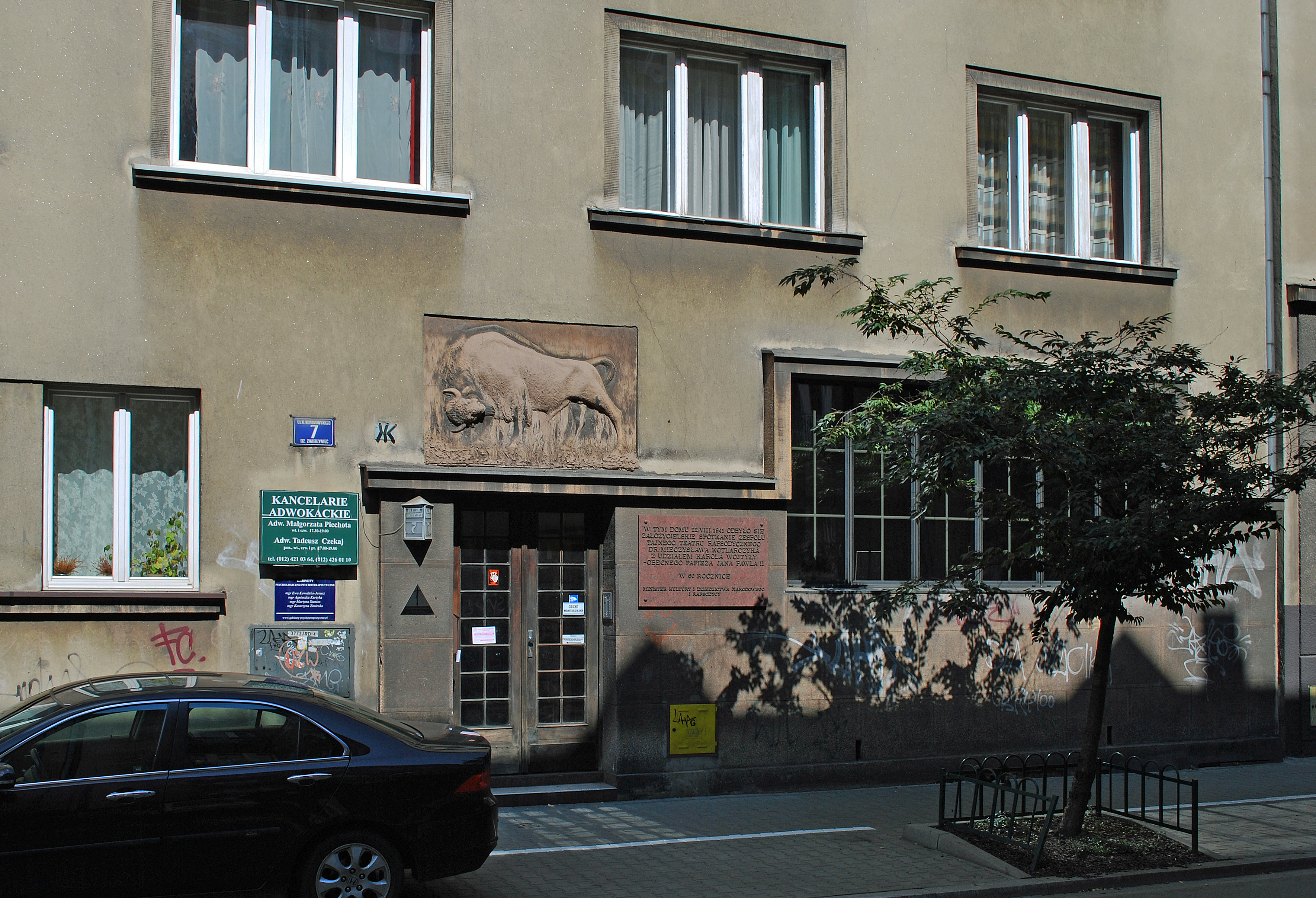
Ulica Komorowskiego 7 w Krakowie, mieszkanie aktorki w kamienicy Laszczków.
Miejsce założenia Teatru Rapsodycznego, o czym informuje tablica przy wejściu.

Egzamin maturalny zdała w 1937 i rozpoczęła studia na Wyższej Szkole Handlowej w Krakowie. W 1939 wstąpiła do Studia 39 przy Krakowskiej Konfraterni Teatralnej, którym kierowali Tadeusz Kudliński i Wiesław Gorecki. W 1941 znalazła się w grupie założycieli konspiracyjnego Teatru Rapsodycznego, biorąc udział w pierwszym spektaklu: „Król-Duch” Juliusza Słowackiego, który był wystawiony w jej mieszkaniu przy ul. Komorowskiego 7 w Krakowie.
Po zakończeniu wojny kontynuowała współpracę z Teatrem Rapsodycznym. W 1953 zdała eksternistyczny egzamin aktorski. Występowała również w krakowskim Teatrze Poezji (sezon 1953/1954) a od 1954 do śmierci była aktorką Teatru Starego, gdzie wystąpiła m.in.  jako:
- Hipolita (Sen nocy letniej),
- Augusta (Dom Bernardy Alba),
- Kassandra (Wojny trojańskiej nie będzie),
- pani Sorby (Dzika kaczka),
- Prozerpina (Candida),
- Wolumnia (Koriolan),
- Matka (Cichy Don).

Żona Tadeusza Ostaszewskiego. Matka muzyka Jacka Ostaszewskiego, babka aktorki Mai Ostaszewskiej.